# Les Anses-d’Arlet
Les Anses-d’Arlet ist eine französische Gemeinde im Übersee-Département Martinique. Sie war die einzige Gemeinde und Hauptort (Chef-lieu) des bis 2015 bestehenden gleichnamigen Kantons. Sie ist ein Mitglied des Gemeindeverbandes Communauté d’agglomération de l’Espace Sud de la Martinique.

## Bevölkerungsentwicklung
| Jahr      | 1961 | 1967 | 1974 | 1982 | 1990 | 1999 | 2008 | 2013 | 2018 |
| --------- | ---- | ---- | ---- | ---- | ---- | ---- | ---- | ---- | ---- |
| Einwohner | 3380 | 3573 | 3067 | 2811 | 3238 | 3463 | 3826 | 3929 | 3541 |

## Nachweise

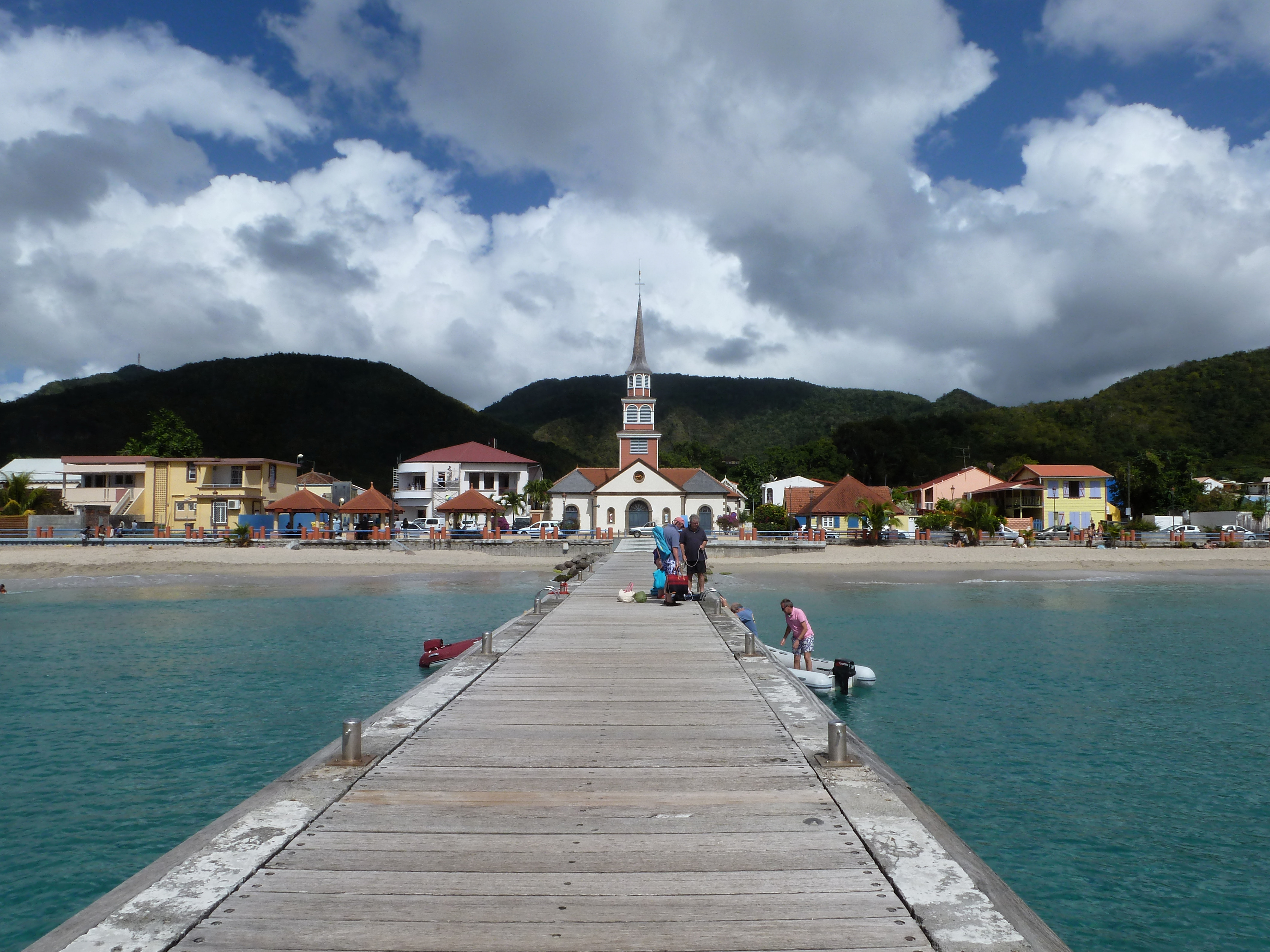
Les Anses-d’Arlet mit der Kirche Saint-Henri (Monument historique)

1. ↑  INSEE: Dossier completCommune des Anses-d'Arlet (97202)